# Willy Schramm
Willy Schramm (* 5. Juli 1900 in Bromberg; † 27. Februar 1951 in Bremen) Bremer Bürgerschaftsabgeordneter (SPD).

## Biografie

### Ausbildung und Beruf
Schramm besuchte die Volksschule und erlernte den Beruf eines Metallarbeiters. Er war als Maschinenarbeiter tätig und später als Betriebsratsvorsitzender in Bremen aktiv.

### Politik
Schramm wurde 1920 Mitglied der SPD und er war seit 1918 Mitglied in der Gewerkschaft. In der SPD übte er seit 1921 verschiedene Funktionen aus. Er war von 1925 bis 1931 Vorstandsmitglied der Filiale des Metallarbeiterverbands in Bremen. Von 1930 bis 1933 war er Mitglied der Bremischen Bürgerschaft.
In der Zeit des Nationalsozialismus war er 1944  bis 1945 im Arbeitserziehungslager Farge der Gestapo Bremen inhaftiert, und im Arbeitserziehungslager Nordmark der Gestapo Kiel. Im Arbeitserziehungslager Farge hat er „monatelang das Krankenbuch geführt.“ Er verfasste einen Bericht über dieses Lager, vermutlich an die VVN Bremen.
Nach dem Zweiten Weltkrieg war er von 1946 bis 1947 erneut Mitglied der Bürgerschaft. Dort rief er am 9. Januar 1947 den Senat auf, bei der Militärregierung gegen die von den Engländern beabsichtigte Sprengung der Insel Helgoland zu intervenieren.
Von 1945 bis 1951 (†) wirkte er als Bezirksparteisekretär und Vorstandsmitglied des SPD-Bezirksvorstands Hamburg-Nordwest in Bremen.
Er starb an den Folgen der erlittenen Gestapo-Haft.